# Jetstrike
Jetstrike est un jeu vidéo de type shoot 'em up développé par Shadow Software et édité par Rasputin Software, sorti en 1994 sur DOS, Amiga et Amiga CD32.

## Système de jeu
Le joueur a le choix entre plus de 200 avions et une large variété d'armement.

## Accueil
- PC Team : 65 %[1]